# Образцовая улица
Образцо́вая у́лица — улица в Пушкинском районе Санкт-Петербурга, в микрорайоне Пулковское. Проходит от Соколиной и Сарицкой улиц до Кокколевской улицы.

## История
Название было присвоено 25 июля 2012 года. Оно связано с тем, что «с начала XVIII века застройка слобод, впоследствии составивших Царское Село и окрестные поселения, производилась по „образцовым“ проектам».
Первый участок Образцовой улицы — от дома 7 до Кокколевской улицы — был открыт для движения в 2018 году. Остальное открыли в 2021 году. Застройщиком дороги было ООО «Специализированный застройщик „Терминал-ресурс“».

## Застройка
- № 2 — жилой дом (2024[4])
- № 3 — жилой дом (2022[5])
- № 4 — жилой дом (2023[6])
- № 5, корпус 1, строение 1, — жилой дом (2019[7])
- № 5, корпус 1, строение 2, — жилой дом (2019[7])
- № 5, корпус 2, — жилой дом (2020[8])
- № 5, корпус 3, — жилой дом (2020[8])
- № 5, корпус 4, — жилой дом (2020[8])
- № 5, корпус 5, — паркинг (2020[8])
- № 6, корпус 1, — жилой дом (2022[9])
- № 6, корпус 2, — жилой дом (2022[9])
- № 6, корпус 3, — жилой дом (2022[9])
- № 6, корпус 4, — детский сад (2022[10])
- № 7, корпус 1, строение 1, — жилой дом (2018[11])
- № 7, корпус 1, строение 2, — жилой дом (2018[11])
- № 7, корпус 1, строение 3, — жилой дом (2018[11])
- № 7, корпус 2, — школа (2023[12])
- № 8, корпус 1, — жилой дом (2022[9])
- № 8, корпус 2, — жилой дом (2022[9])
- № 9, литера А, — жилой дом (2016[13])
- № 9, литера Б, — жилой дом (2016[13])
- № 9, литера В, — жилой дом (2016[13])